# Takhtoiamsk
Takhtoiamsk (en rus: Тахтоямск) és un poble de l'óblast de Magadan, a Rússia, que el 2021 tenia 201 habitants. Es troba a la costa del golf de Xélikhov.